# Ruhrbrücke Kettwig
Die Ruhrbrücke Kettwig ist eine Straßenbrücke über die Ruhr im Essener Stadtteil Kettwig.

## Geschichte

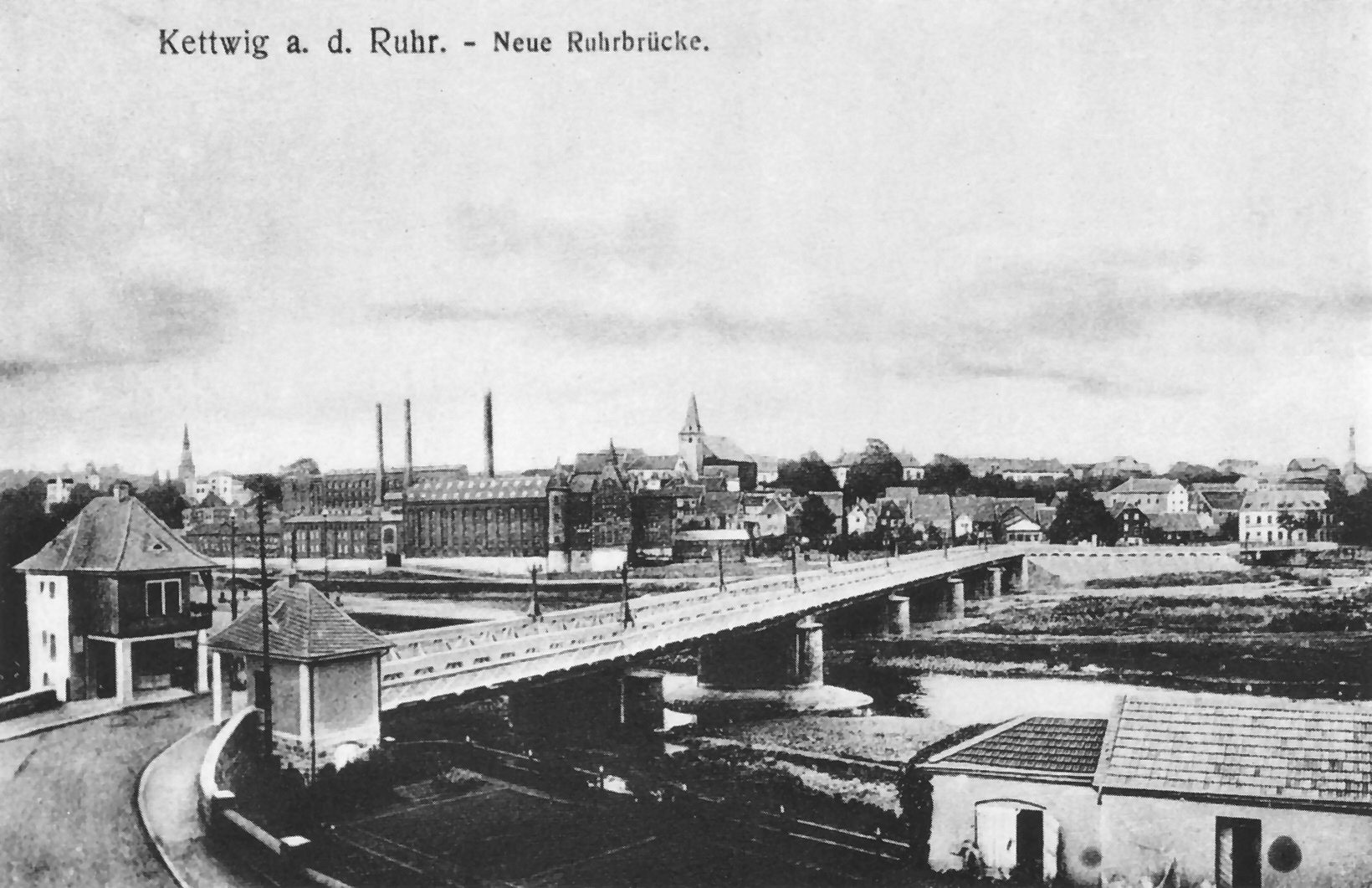
Kettwiger Ruhrbrücke um 1912

Eine Kettwiger Ruhrbrücke wurde 1282 erstmals urkundlich erwähnt. 1533 wurde die Brücke durch Hochwasser auf Kettwiger Seite beschädigt. Für den Winter 1568 ist eine schwere Beschädigung durch Hochwasser und Eisgang überliefert. Der entthronte Köllner Erzbischof Gebhard I. von Waldburg unternahm 1583 den Versuch, die Brücke zu zerstören, seine Truppen wurden aber in die Flucht geschlagen. 1587 nahm sie der spanische Heerführer Martin Schenk von Nideggen ein.
Der Flussübergang war im Dreißigjährigen Krieg hart umkämpft. 1629 besetzten Niederländer die Kettwiger Ruhrbrücke. 1633 war es die Landgrafschaft Hessen-Kassel, die sie mithilfe holländischer Soldaten  ebenfalls besetzten. Schließlich eroberte Pfalzgraf Wolfgang Wilhelm 1635 die Brücke nach kriegerischen Auseinandersetzungen mit Hessen wieder zurück und ließ sie abreißen, was mehr als zwei Jahrhunderte Fährbetrieb zur Folge hatte.
1847 beurkundete der Kettwiger Gemeinderat der Königlichen Regierung, dass die Stadt Kettwig ein historisches Anrecht auf eine Ruhrbrücke habe. Die Stadtverordnetenversammlung beschloss 1861 den Bau einer neuen Ruhrbrücke. Der Bau dieses Vorgängers der heutigen Brücke war 1863 ohne allerhöchste Genehmigung, und damit ohne Grundsteinlegung, begonnen worden. Mit Fertigstellung 1865 hatte Kettwig nach 230 Jahren wieder eine Ruhrbrücke. 1867 musste Kettwig laut Gerichtsurteil 16.500 Taler Schadenersatz an das Haus Hugenpoet zahlen, da dieses bis dahin die Fährgerechtsame besaß. Die Brücke überspannte nun die hier noch nicht aufgestaute Ruhr und wurde 1911 umgebaut. Bis zur Eingemeindung des südlichen Ortsteiles Vor der Brücke am 15. Mai 1930 musste für die Brückennutzung am Kassenhäuschen am Südufer ein Brückenzoll von einem Pfennig entrichtet werden; für Fuhrwerke und Gespanne drei Pfennige. Nach der Eingemeindung fiel das Brückengeld weg.
Schließlich wurde der südliche Teil der Brücke in der Nacht vom 11. auf den 12. April 1945, zum Ende des Zweiten Weltkrieges durch den Einmarsch von US-Truppen in Kettwig, von Deutschen gesprengt, um die einmarschierenden Amerikaner noch zu behindern.

## Heutige Brücke
Zwischen 1940 und 1950 wurde der Kettwiger Stausee mit Schleuse und Laufwasserkraftwerk angelegt. Über dem Stauwehr entstand die heutige Brücke, die am 28. Juni 1950 dem Straßenverkehr übergeben wurde.
Die Ruhrbrücke ist als Vollwandträgerbrücke aus Stahl konstruiert und wird vom Stauwehr des Kettwiger Sees getragen. Der Ruhrverband ließ die Brücke durch die Friedrich Krupp AG errichten. 1950 wurde sie fertiggestellt. Sie überführt die zweispurige Ringstraße, beiderseits flankiert von Fußwegen. Ihr Feldweiten betragen 45,9; 9,65; 3 × 12; 9,5 und 8 Meter.